# 刘东生 (1962年)
刘东生（1962年12月—），男，河北内丘人，中华人民共和国政治人物。曾任国家林业和草原局（国家公园管理局）副局长。第十三届全国政协常务委员。

## 生平
1982年毕业于北京林学院林业经济专业，进入中国林业科学研究院林业经济研究所工作。1993年升任副所长、副研究员。1995年调入林业部经济发展研究中心，担任综合业务室主任。1998年国务院机构改革，林业部改组为国家林业局。1999年开始担任国家林业局经济发展研究中心副主任。2003年，任国家林业局驻兰州（甘青宁）森林资源监督专员办事处专员，期间在职攻读北京林业大学林业经济管理专业博士研究生。2007年至2009年，任国家林业局驻云南森林资源监督专员办事处专员。2009年至2014年，任国家林业局经济发展研究中心主任。2014年2月27日，任国家林业局副局长，兼国家林业局濒危物种进出口管理中心（中华人民共和国濒危物种进出口管理办公室）主任。2018年3月国务院机构改革后，继续担任国家林业和草原局副局长，并当选第十三届全国政协常务委员、农业和农村委员会委员。2023年1月23日，因年龄不再担任上述职务。

## 社会兼职
- 中国治沙暨沙业学会会长
- 九三学社第十四届中央委员会委员（2017年12月－2022年12月）[7]
- 第十三届全国政协常务委员（2018年3月－2023年3月）
- 国务院安全生产委员会成员（2018年7月－2021年7月）
- 全国绿化委员会委员（2018年7月－2023年）
- 全国打击侵犯知识产权和制售假冒伪劣商品工作领导小组成员（2018年10月－2023年）